# Batalla de Stormberg
La batalla de Stormberg fue la primera derrota británica de la llamada semana negra, durante la cual el ejército británico fue vencido en tres batallas por tropas irregulares bóeres, en el marco de la Segunda Guerra Anglo-Bóer.

## Situación previa
Las repúblicas bóeres habían iniciado la guerra lanzando una ofensiva mediante la que consiguieron sitiar las ciudades de Ladysmith, Kimberley y Mafeking. Mientras los británicos hacían planes para contraatacar, se encargó a una división al mando del general William Forbes Gatacre asegurar un área conocida como los Midlands del Cabo en la frontera sur del Estado Libre de Orange con la Colonia del Cabo. Ante la presión de los bóeres, la reducida fuerza al mando de Gatacre fue desviada a Natal, donde llegó tarde, pero mientras tanto tropas provenientes del Estado Libre de Orange ocuparon el importante nudo ferroviario de Stormberg.
El general Gatacre recibió la noticia de la pérdida de Stormberg el 8 de diciembre en Graaff-Reinet, decidiendo lanzar un contraataque inmediatamente para recuperar la posición. Una fuerza de 1800 soldados fue llevada en tren hasta Molteno, la estación de ferrocarril más cercana a Stormberg que aún estaba en manos británicas. La fuerza consistía en el Segundo Batallón, los Fusileros Reales de Northumberland (960 hombres), los Royal Irish Rifles (840 hombres), las baterías 74 y 77 de la Artillería Real de Campaña y 250 hombres de la Infantería Montada. Sumadas a las fuerzas preexistentes, el general Gatacre contaba con 3000 hombres frente a los 2000 que componían las fuerzas bóeres.

## Desarrollo de la batalla
No había tiempo para hacer reconocimientos, y los preparativos fueron muy apresurados. La mañana del 9 de diciembre embarcaron en los trenes a toda prisa, pero después tuvieron que esperar durante horas bajo un sol abrasador a que aparecieran las locomotoras que debían tirar de los convoyes.
Las tropas ya llegaron cansadas a Molteno, y tras una comida ligera y un descanso muy corto, iniciaron una marcha nocturna con las bayonetas caladas.
El plan británico consistía en tomar una colina llamada Kissieberg que dominaba la posición de los bóeres, para atacarlos desde allí. Sin embargo, los guías locales se perdieron rápidamente, por lo que las tropas británicas estuvieron deambulando por el terreno toda la noche.
Al amanecer del 10 de diciembre, los británicos consiguieron al fin llegar a Kissieberg. Un pequeño grupo bóer armado con un cañón Krupp de 75 mm abrió fuego sobre ellos. Aunque la fuerza de Gatacre tuviera simplemente que marchar alrededor de la colina para forzar a los bóeres a retirarse, aproximadamente la mitad de la infantería se precipitó al asalto sin esperar órdenes. Descubrieron entonces que la colina era un típico kopje, unos afloramientos rocosos que abundan en esta parte de África, rodeado de paredes verticales que fueron incapaces de escalar. La artillería británica entró en acción, con tan mala puntería que fueron a dar sobre su propia infantería avanzada.
La otra mitad de las fuerzas británicas empezaron a retirarse desordenadamente, por lo que el general Gatacre ordenó replegarse hasta Molteno. Refuerzos de la infantería montada bóer llegó para atacarles desde ambos flancos. La retirada británica fue cubierta por la infantería montada y la artillería, que perdió dos cañones 15-pdr. Al llegar a Molteno, Gatacre comprendió que 600 hombres habían sido abandonados en Kissieberg. Con la línea de retirada cortada y sin esperanza de recibir refuerzos o ayuda, se rindieron.

## Consecuencias
Los bóeres del Estado Libre de Orange fueron muy lentos a la hora de aprovechar la victoria, y cuando quisieron avanzar las tropas británicas habían recibido refuerzos y asegurado la posición. Sin embargo, la derrota en Stormberg, a la que se sumaron en los días siguientes las derrotas en Magersfontein y Colenso, supusieron un serio revés para la moral británica.